# Sarg-Berg
Der Sarg-Berg (englisch Coffin Top) ist ein 745 m (nach britischen Angaben 740 m) hoher Berg mit abgeflachtem Gipfel an der Nordküste Südgeorgiens. Er ragt 2,2 km ostnordöstlich des Mount Fagan und 2,6 km nordwestlich des Moltke-Hafens auf.
Eine deutsche Forschergruppe kartierte den Berg und benannte ihn deskriptiv während des Ersten Internationalen Polarjahres (1882–1883). Die Übertragung dieser Benennung ins Englische nahm das UK Antarctic Place-Names Committee im Jahr 1954 vor.